# Hans Dolezalek
Hans Dolezalek (* 14. Mai 1912 in Charlottenburg; † 19. Oktober 2015) war ein deutscher Physiker, der nach seiner Emigration 1961 die zweite Hälfte seines Lebens überwiegend in den Vereinigten Staaten von Amerika verbrachte.

## Leben
Hans Dolezalek wurde 1912 als Sohn des Chemikers Friedrich Dolezalek und Enkel des Eisenbahnbauingenieurs Karl Dolezalek geboren. Seine Mutter Paula Maria (geborene Bomhoff) stammte aus Westerland (Insel Sylt). Sein Bruder war der Jurist Alexander Dolezalek (1914–1999).
Von 1925 bis 1930 besuchte Hans Dolezalek das Reform-Real Gymnasium Berlin-Lichtenrade.
Von 1932 bis 1941 arbeitete er in leitender Position im Akademischen Auslandsamt der Technischen Universität Berlin.
In der Endphase der Weimarer Republik war Dolezalek Mitglied der Radikaldemokratischen Partei und letzter Leiter der Radikaldemokratischen Jugend Berlin-Brandenburg, die nach seiner Erinnerung im April 1933 verboten wurden.
Von 1941 bis 1945 nahm er am Zweiten Weltkrieg als Fallschirmjäger und Leutnant der Luftwaffe teil.
Ab 1950 war er als Physiker an der RWTH Aachen tätig, zudem fungierte er von 1957 bis 1961 als stellvertretender Leiter des Meteorologischen Observatoriums Aachen des Deutschen Wetterdienstes. An beiden Stellen war er Mitarbeiter des Geophysikers Hans Israël (1902–1970) und mitunter auch an dessen Publikationen beteiligt.
1961 wanderte er in die Vereinigten Staaten aus, wo er ab 1967 bis zu seiner Verabschiedung 1993 für das Office of Naval Research der United States Navy arbeitete, zeitweise auch in dessen Londoner Zweigstelle. In deren Auftrag führte er 1992 eine eingehende Bestandsaufnahme der ostdeutschen Wissenschaftslandschaft durch, deren Ergebnisse in der dreibändigen Publikation The East-German research landscape in transition veröffentlicht wurden.
Hans Dolezalek heiratete im Juli 1951 Lotte Hörr (1921–2022). Aus der Ehe gingen drei Kinder hervor, die Söhne Johann Stephan und Christopher Friedrich sowie die Tochter Iva Lotte.
Er verbrachte seinen Lebensabend unter anderem in Alexandria (Virginia) und Menlo Park; im Oktober 2015 starb er im Alter von 103 Jahren.

## Schriften (Auswahl)
- The atmospheric electric fog effect. In: Reviews of Geophysics 1 (1963), No. 2, S. 231–282.

- Electrical processes in atmospheres. Proceedings of the 5. International Conference on Atmospheric Electricity held at Garmisch-Partenkirchen (Germany), 2–7 September, 1974. Ed. by Hans Dolezalek; Reinhold Reiter. Steinkopff, Darmstadt 1977. ISBN 3-7985-0435-0.

- The application of atmospheric electricity concepts and methods to other parts of meteorology. Ed. by Hans Dolezalek. World Meteorological Organization, Genf 1978. ISBN 92-63-10507-3.

- Atmospheric Electricity, Ions, and Pseudoscience. In: The Skeptical Enquirer, 11 (1986), S. 56–60.

- The East-German research landscape in transition. Information for scientific collaboration with East-Germany, including surveys on structure of research in the FRG. Compiled by Hans Dolezalek. 3 Bde. Office of Naval Research, European Office, London 1992 [erschienen 1993].

- Zum gegenwärtigen deutschen Amerikabild, in: Liberal 46 (2004), H. 3, S. 51–54.